# Haliclona cymaeformis
Haliclona cymaeformis är en svampdjursart som först beskrevs av Eugen Johann Christoph Esper 1794.  Haliclona cymaeformis ingår i släktet Haliclona och familjen Chalinidae.
Artens utbredningsområde är Sri Lanka. Inga underarter finns listade i Catalogue of Life.